# Carpophthorella capillata
Carpophthorella capillata är en tvåvingeart som först beskrevs av Mario Bezzi 1914.  Carpophthorella capillata ingår i släktet Carpophthorella och familjen borrflugor. Inga underarter finns listade.